# Podocopida
Podocopida is een orde van kreeftachtigen uit de klasse van de Ostracoda (mosselkreeftjes).

## Onderorden
- Bairdiocopina
- Cypridocopina
- Cytherocopina
- Darwinulocopina
- Metacopina †
- Sigilliocopina